# Hökörn
Hökörn (Aquila fasciata) är en vida spridd  fågel i familjen hökar inom ordningen hökfåglar. Dess globala population räknas som livskraftig, men minskar snabbt i antal.

## Utseende och läten
Hökörnen är en medelstor till stor örn, 55–65 centimeter i längd och cirka 150 centimeter i vinglängd. Ovansidan är mörkbrun med en vit fläck mellan vingarna. Underifrån är den vit med mörka streck och vingarna är svartaktiga. Stjärten är relativt lång, grå ovan och vit under med ett brett svart band längst ut. Ungfåglarna är gulbruna på undersidan och vingundersidans täckare med tätt bandad stjärt utan det svarta ändbandet. Den är rätt tystlåten, men vid boet kan både skällande och gälla läten höras.

## Utbredning och systematik
Utbredningsområdet är mycket stort men fragmentariserat. Den förekommer lokalt från nordvästra Afrika till Små Sundaöarna. Arten delas upp två underarter:
- Aquila fasciata fasciata, vanlig hökörn[5] – förekommer från Medelhavsområdet till Arabiska halvön, Indien, södra Kina och Indokina.
- Aquila fasciata renschi – förekommer på Små Sundaöarna

I Europa har hökörnen påträffats sällsynt norr om utbredningsområdet. Sveriges första godkända fynd gäller en märkt fjolårsfågel från Frankrike som även sågs i danska Skagen våren 2023. Den upptäcktes nordost om Umeå 28 maj 2023 och påträffades knappt två veckor senare i Fyledalen i Skåne. Fågeln återsågs sedan på Öland och sedan återigen i södra Skåne i början av september. De sista observationerna är från Falsterbo 14–15 augusti.

### Släktestillhörighet
Tidigare placerades hökörnen i släktet Hieraaetus, men DNA-studier visar att den står relativt nära de äkta Aquila-örnarna.

## Levnadssätt
Hökörnen påträffas i bergsområden med klippväggar nära skogstrakter, från havsnivån till 1 500 meter över havet. Den jagar huvudsakligen små eller medelstora fåglar, men tar också däggdjur, reptiler, insekter och as, oftast med överraskningsteknik från en dold sittplats i ett träd, men den kan också hitta föda genom att patrullera som andra örnar.

### Häckning
Hökörnen häckar i stora träd eller på en klipphylla. Boet som byggs av grenar och kvistar återanvänds år efter år och kan bli hela två meter brett. I västliga delen av utbredningsområdet pågår häckningen från januari till juli.

## Status
Arten tros minska drastiskt i antal, men har ett mycket stort utbredningsområde och en stor population, varför IUCN trots allt kategoriserar hökörnen som livskraftig (LC). Världspopulationen uppskattas preliminärt till 21.000-24.000 vuxna individer, extrapolerat från de 2.100-2.400 som tros finnas i Europa. Hökörnen minskar i antal till följd av jakt, födobrist, habitatförstörelse och överanvändning av bekämpningsmedel. I Europa har takten avtagit och populationens utveckling tros numera vara stabil.

## Bilder

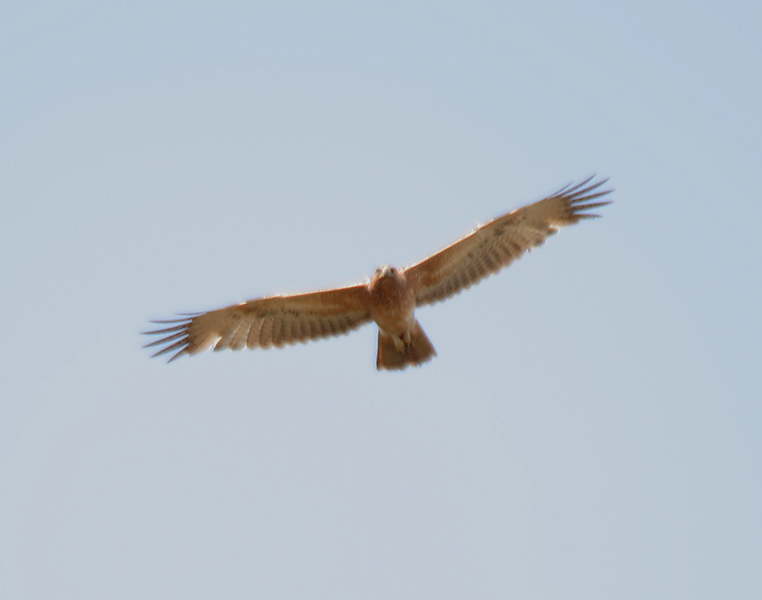
Juvenil
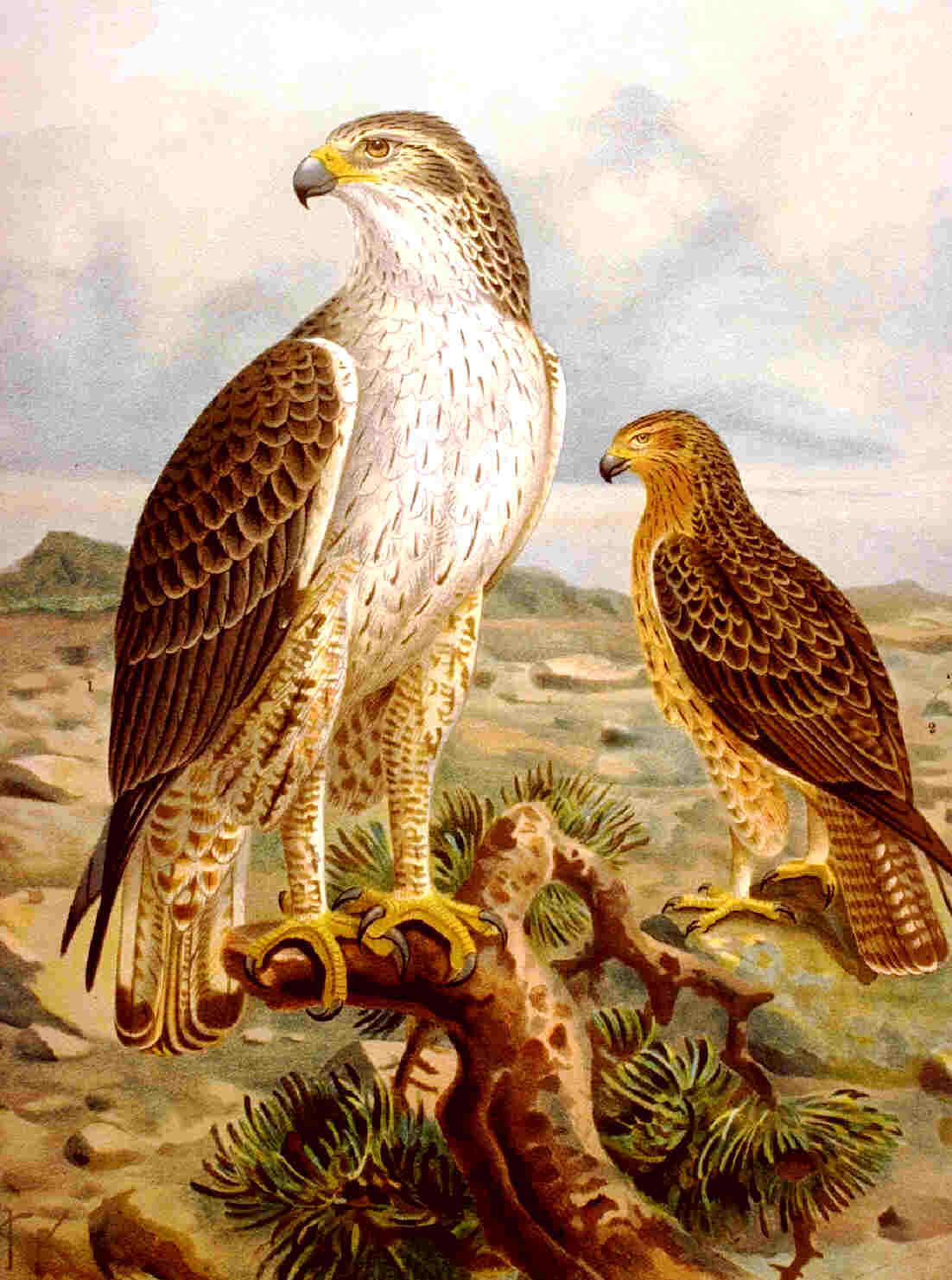
Illustration
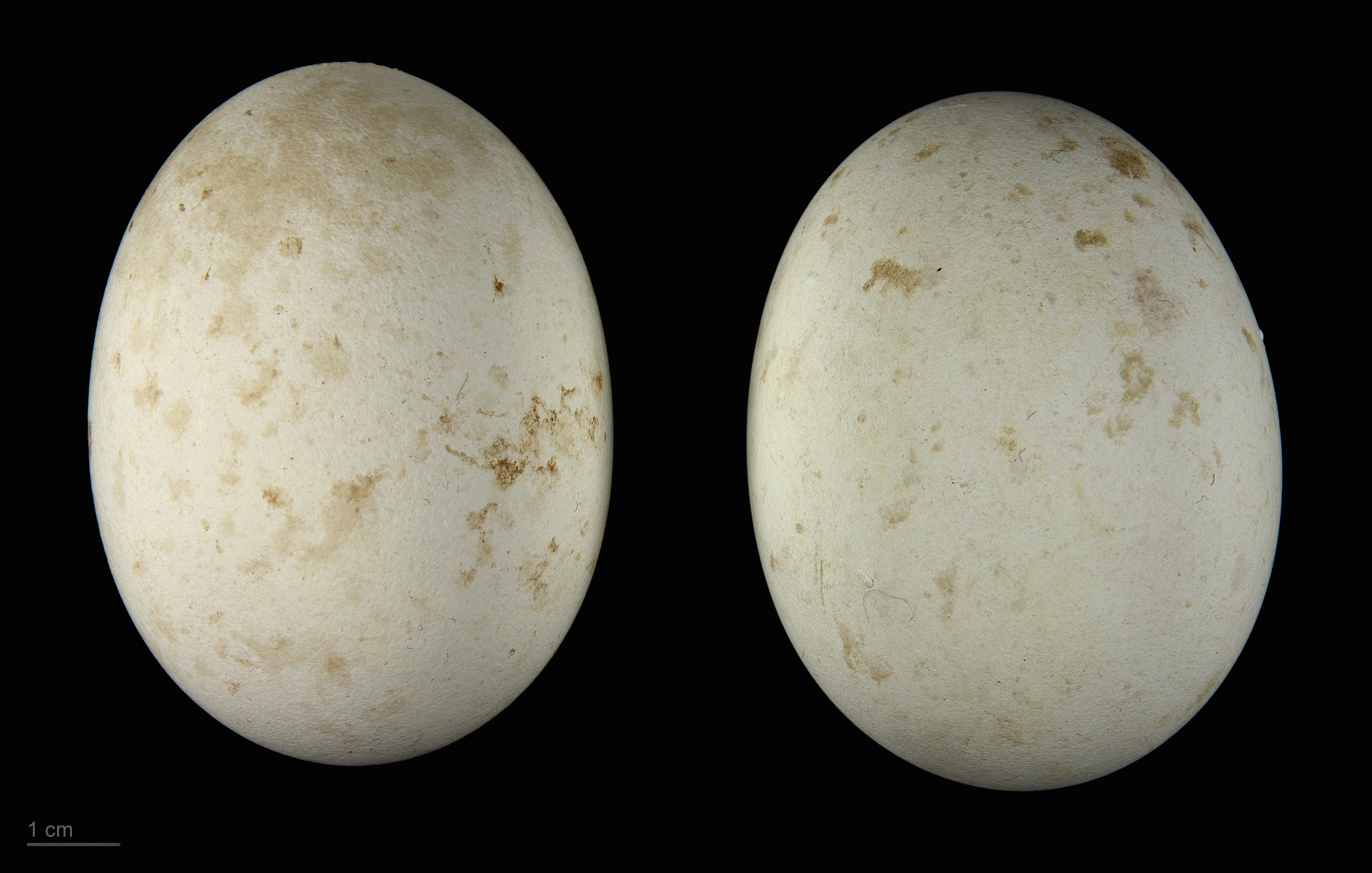
Museum specimen